# Муратов, Руслан Фаизович
Русла́н Фаи́зович Мура́тов (8 июня 1960 года, Астрахань) — российский композитор. Лауреат телевизионного конкурса «Песня года».

## Биография
Родился и вырос в городе Астрахань. По национальности — татарин. Окончил оркестровое, эстрадно-джазовое отделение Астраханского музыкального колледжа имени М. П. Мусоргского и дирижёрско-хоровое отделение Астраханской государственной консерватории.
В 1990—2008 годах — музыкальный руководитель, аранжировщик, композитор, клавишник группы Валерия Леонтьева.
Его песни появились в репертуаре у Леонтьева впервые в 1991 году в фильме «Экстрасенс».
Чуть позже его песня «Девять хризантем» стала хитом всех радио и ТВ-программ.

## Фильмография
- 2005 — Охота на изюбря
- 2005 — Есенин
- 2005 — Турецкий гамбит
- 2006 — Тихий Есенин
- 2006 — Заколдованный участок
- 2007 — На пути к сердцу
- 2007 — Диверсант 2: Конец войны
- 2008 — Я не я
- 2008 — Адмиралъ
- 2009 — Исчезнувшие
- 2009 — Каникулы строгого режима
- 2010 — Подсадной
- 2011 — Высоцкий. Спасибо, что живой
- 2011 — Лето волков
- 2012 — Август восьмого
- 2013 — Курьер из рая
- 2013 — Третья мировая
- 2014 — Уходящая натура
- 2016 — Тонкий лёд
- 2017 — Карп отмороженный
- 2019 — Невеста комдива